# Trédias
Trédias é uma comuna francesa na região administrativa da Bretanha, no departamento Côtes-d'Armor. Estende-se por uma área de 11,12 km². Em 2010 a comuna tinha 500 habitantes (densidade: 45 hab./km²).